# Труфанова (Тюменская область)
Труфанова — упразднённая деревня находившаяся в подчинении Калининского административного округа городского округа город Тюмень Тюменской области. В 2004 году включена в состав города и исключена из учётных данных. Данное постановление фактически узаконило решение о включении деревни в состав города принятое в 1996 году.

## История
Вероятно, была названа по фамилии первопоселенца из Архангельской губернии.
Деревня располагалась на просёлочной дороге на западе от города Тюмень. На западе располагались деревня Казанцева и в 7 км село Утяшева. На юге — деревня Плеханова.
Деревня Труфанова входила в состав Троицкой волости Тюменского уезда Тобольской губернии. На 1926 год в составе Утяшеского сельсовета.
На данный момент микрорайон представляет собой частный сектор, сохранилось несколько старых изб. Улицы Труфаново: Лазурная, Черёмуховая, Застройщиков, Радистов. Детского сада и школы — нет.

## Население
| 1989 | 2002 |
| ---- | ---- |
| 103  | ↘66  |

На 1926 год в Труфаново проживало 112 человек в 27 дворах. 45 мужчин, 67 женщин. Национальность — русские.